# セサミストリートに登場するアニメキャラクター
セサミストリートに登場するアニメキャラクターとは、アメリカ合衆国の子供向け番組『セサミストリート』キャラクターリストである。ここではアニメーションキャラクターを扱うが、マペットがアニメーションバージョンになっている作品もあればそちらも含まれる。

## キャラクター
| キャラクター                                           | アニメーター/制作会社                            | オリジナル版声優 | 放送期間                  | 吹替声優                            | 備考 |
| ------------------------------------------------------ | ------------------------------------------------ | --- | ------------------------- | ----------------------------------- | --- |
| ロケットのアナウンス                                   |                                                  | | 1968年 - 1969年           | -                                   | ロケット発射まで10から数えるコーナーに登場。 |
| ワンダ                                                 | ティー・コリーンズ                               | | 1969年                    | -                                   | 文字のWを魔法で唱えた魔女、セサミストリートの第1話に登場した。 |
| ソロモン・グランディ                                   |                                                  | | 1969年                    | -                                   | セサミストリートの第1話に登場。 |
| マーベラス・マーサ                                     |                                                  | | 1969年                    | -                                   | 物知りな女の子、文字の『M』で始まる単語に詳しい。 |
| グロリア                                               | フレッド・クリッペン                             | | 1969年                    | -                                   | 伸縮にテンポを取りながらアルファベットを歌う少女。『文字のW』のコーナーにも登場。 |
| スーパーマン                                           | フィルメーション                                 | バッド・コルヤー レニー・ウェインリブ                                                                                     | 1969年 – 1970年           | -                                   | セサミストリートのコーナーに登場したDCコミックスのキャラクター。 |
| アリス                                                 | ケン・スナイダー                                 | ジョーン・ガーバー | 1969年 – 1973年           | -                                   | [ 3 ] |
| バットマン                                             | フィルメーション                                 | オラン・ソウル | 1970年                    | -                                   | セサミストリートのコーナーに登場したDCコミックスのキャラクター。 |
| ロビン                                                 | フィルメーション                                 | ケーシー・カセム | 1970年                    | -                                   | セサミストリートのコーナーに登場したDCコミックスのキャラクター。 |
| ジョーカー                                             | フィルメーション                                 | ケーシー・カセム | 1970年                    | -                                   | セサミストリートのコーナーに登場したDCコミックスのキャラクター。 |
| ジャグヘッド                                           | フィルメーション                                 | ハワード・モリス | 1971年                    | 落合弘治（NHK教育版）               | アーチーでなくっちゃ!のキャラクター、文字のJのコーナーに登場。 |
| ピンクパンサー                                         | フリッツ・フレラング                             | | 1971年                    | ナレーション：落合弘治（NHK教育版） | ピンクパンサーが大きな岩から文字のKを空手で作ります。 |
| バンブル・アーディー                                   | モーリス・センダック                             | ジム・ヘンソン | 1971年                    | -                                   | 作家のモーリス・センダックが子供の頃に作った短編漫画。 |
| 8の王様                                                | ジム・ヘンソン                                   | ジム・ヘンソン | 1971年                    | -                                   | [ 6 ] [ 7 ] |
| C.T.ワーズワース                                       |                                                  | | 1971年                    | -                                   | 単語のプレゼンター |
| ナンシー・ザ・ナニー・ゴート                           | ティー・コリーンズ                               | | 1971年                    | -                                   | ヤギの母 |
| オペラティック・オレンジ                               | ジム・ヘンソン                                   | | 1971年                    | -                                   | カルメンの「ハバネラ」を歌うキャラクター。 |
| マーティアン・ビューティー                             | バッド・ラッキー                                 | | 1971年                    | -                                   | 女性として誕生した火星人、ターク・マーフィーの歌を歌っている。 |
| スイート・アデリーヌ                                   | モーリス・センダック                             | マディー・ページ | 1971年                    | -                                   | [ 5 ] |
| ヤキティ・ヤク                                         | アル・ジャーノフ                                 | | 1971年                    | -                                   | |
| ドニー・バッド                                         | バッド・ラッキー                                 | バッド・ラッキー | 1971年 - 1972年           | -                                   | カートゥーンパートに登場するフィドラー |
| ジャスパー&ジュリアス                                  | クリフ・ロバーツ                                 | ジュリアス:ジム・サーマンジャスパー:不明                                                                                  | 1972年                    | -                                   | [ 8 ] |
| クリストファー・クラムジー                             | クリフ・ロバーツ                                 | ジム・サーマン | 1972年                    | -                                   | |
| マイナスの王様                                         | クリフ・ロバーツ                                 | ジム・サーマン | 1972年                    | -                                   | ミダースのパロディ、引き算のコーナーに登場。 |
| ワニの王様                                             | バッド・ラッキー                                 | ターク・マーフィー | 1972年                    | -                                   | [ 9 ] |
| フランシス                                             |                                                  | | 1972年                    | -                                   | 妖精姿のおばあさん、Francisの"F"から始まるコーナーに登場。 |
| ウィリー・ウィンプル                                   | エイヴ・レヴァイトウ                             | | 1973年                    | -                                   | 環境マナーの悪い子。 |
| タイガー                                               | キング・フィーチャーズ・シンジケート             | | 1973年                    | -                                   | 「School」のコーナーに登場。 |
| ビートル・ベイリー                                     | キング・フィーチャーズ・シンジケート             | | 1974年                    | -                                   | |
| クレイジー・カット                                     | キング・フィーチャーズ・シンジケート             | | 1974年                    | -                                   | 「LOVE（愛）」のコーナーに登場。 |
| タイプライター・ガイ                                   | ジェフ・ヘイル                                   | 不明 | 1975年 - 1976年、1990年代 | 原語流用                            | 紙にアルファベットの単語を打ち込むキャラクター。 |
| サインマン                                             | フロイド・ノーマン                               | | 1978年                    | -                                   | 単語の印をごちゃ混ぜにする男性。 |
| ビリー・ジョー・ジャイブスマート・スージー・サンセット | レイ・ファヴァタ                                 | | 1978年 - 1979年           | -                                   | アフリカ系アメリカ人の名探偵、相棒のスマート・スージー・サンセットと共に歩き、完全犯罪を解決していくアニメーションコーナーに登場。子供姿の探偵、ビリーの相棒。                                                     |
| フルータ・マンザーナ                                   | イーラ・ベルビスキー/ドン・ドゥーガ              | ダマリス・カーボー | 1979年                    | -                                   | アニメコーナーに登場。「カルメン・ミランダ」のパロディー、彼女はダンスしながら踊り、大盛りフルーツの帽子を装着しており、鏡も持っている。                                                                           |
| He, She, and It                                        | ホイット・ニーリー・サベージ                     | | 1978年 - 1979年           | -                                   | ヒース・クリフとシーラとクマが登場するアニメコーナー。「HE」がヒースクリフ、「SHE」がシーラ、「IT」がクマ（毛皮にある）。                                                                                          |
| テルマ・サム                                           | ジョン・コーティ                                 | ジュディス・カハン | 1978年 - 1979年           | -                                   | 平凡な女の子だけど魔法使いの女の子。 |
| 3匹のこぶた                                            |                                                  | 様々な声優 | 2002年、2007年            | -                                   | 「3匹のこぶた」原作の童話アニメコーナー、2002年にアメリカで発売されたVHSビデオ「Elmo Visits the Firehouse」に使われている。2007年には第4145話のコーナーとして再放送された（日本未放送エピソード）。                |
| リング・マスター                                       | ジェフ・ヘイル                                   | | 1979年 - 1980年           | -                                   | サーカスの団長。 |
| スパークレー                                           | レン・グラッサー                                 | レン・グラッサー | 1981年                    | -                                   | 白色の犬、ジェラルドとは飼い主。 |
| ジェラルド                                             | レン・グラッサー                                 | レン・グラッサー | 1981年                    | -                                   | 想像好きな少年。犬のスパークレーの影を想像すれば、ワニの影だって当然のこと。 |
| ティニー・リトル・スーパーガイ                         | ポール・フィアリンガー                           | ジム・サーマン | 1982年                    | -                                   | 古典的な悩みを解決するスーパーヒーロー |
| エドガーおじさん                                       | バズコアソシエイツ                               | | 1987年                    | -                                   | |
| マーティー・チェア                                     | クレイグ・バートレット                           | マーティン・P・ロビンソン                                                                                                 | 1988年                    | -                                   | 青色のイス。目が悪く、メガネが無いと転倒してしまう。 |
| ヘビのジェイク                                         | バズコ・アソシエイツ                             | ジム・サーマン | 1988年                    | -                                   | |
| ベル・ホップ                                           | マイケル・スポーン                               | グレッグ・バーガー | 1988年 - 1989年           | -                                   | ホテル仕事のコーナーに登場 |
| アーノルド                                             | クレイグ・バートレット                           | | 1990年                    | -                                   | ヘイ・アーノルド!のキャラクター。 |
| リリアン                                               | クレイグ・バートレット                           | | 1990年                    | -                                   | ヘイ・アーノルド!のアーノルドと同じ媒体で作られたキャラクター、クレイアニメコーナーに登場。 |
| セシル                                                 | ヴィントン・スタジオ                             | ミケーレ・マリアンナ | 1990年                    | -                                   | オレンジ色のボール、クレイで作られている。口しかなく、目が無い。 |
| グロリア・グローブ                                     |                                                  | ミケーレ・マリアンナ | 1990年                    | -                                   | 地球のキャラクター |
| ゾーク                                                 | マイク・クリスティ（別名：アーティスト・マイク） | | 1990年                    | -                                   | 地球に着陸し、人間や動物たちと出会うエイリアン。 |
| ナンバーガイ                                           | ローリング・ドイル                               | ジェリー・ネルソン、マット・ヴォーゲル                                                                                    | 1991年                    | -                                   | ボブ・ディランの『風に吹かれて』をギターで披露していた男性。 |
| ルクソーJr.                                            | ジョン・ラセター                                 | | 1991年                    | -                                   | アップ・ダウン（上がる・降りる）のコーナーに登場、元々はピクサー・アニメーション・スタジオのキャラクター。 |
| シンプソンズ                                           | マット・グレイニング                             | ダン・カステラネタ（ホーマー） ジュリー・カブナー（マージ） ナンシー・カートライト（バート） イヤードリー・スミス（リサ） | 1991年                    |                                     | グローバーが歌うコーナー『鏡の中のモンスター』で、シンプソンズの5人が歌っている。グローバーに「おーい、ウバマン！」と叫ぶバートを見て、ホーマーが怒鳴っていた。                                                    |
| カエル                                                 | カレン・アクア                                   | | 1990年 - 2003年           | 不明                                | 緑のカエル、リズムを取りながらアルファベットの歌を歌う。 |
| ヒーローガイ                                           |                                                  | デイヴィッド・ラッドマン                                                                                                  | 2000年 - 2003年           | 落合弘治（NHK教育版）               | ベビーベアが作った空想の中の友達、スーパーヒーロー。 |
| ダッシュ                                               | カレン・アクア                                   | | 1991年 - 1999年           | -                                   | カートゥーンパートに登場する白い犬、リズムに合わせながらエルモとアルファベット・ダンスを行う。 |
| バッグス・バニー                                       | ワーナー・ブラザース                             | ノエル・ブランク | 1992年                    | -                                   | ミュージックビデオでカメオを作るコーナーに登場。ノエル・ブランクが、彼の父であるメル・ブランクの後を継いで担当。                                                                                                   |
| スージー・カブルージー                                 | モー・ウィレムズ                                 | ルース・バジー | 1994年 -                  | 堀越真己（NHK教育版）               | セサミストリートのコーナーに多く登場した少女。 |
| コンピューター                                         |                                                  | ジム・マーティン | 2001年                    | -                                   | エルモズワールドに登場している。 |
| 砂のドラゴン                                           |                                                  | ステファニー・ダブルッツォ                                                                                                | 2002年                    | -                                   | クイズのコーナーに登場（アメリカのビデオのみ） |
| 砂の絵の消防士                                         |                                                  | | 2002年                    | -                                   | クイズのコーナーに登場（アメリカのビデオのみ） |
| バブルス・マーティン                                   |                                                  | アンドレア・マーティン | 2002年 - 2006年           | ?                                   | エルモズワールドでエルモのテレビに出演。 |
| ボブ                                                   | クリフ・ロバーツ                                 | | 2006年                    | -                                   | セサミストリートのエピソードを紹介した男性、『文字のX』のコーナーにも登場。 |
| クッキーモンスター                                     |                                                  | フランク・オズ、デヴィッド・ラッドマン                                                                                    | 1972年                    | -                                   | 「数字の17」のコーナーに登場、原題では「ナンバー・エリミネーション」。 |
| アビー・カダビー                                       | ピーター・デ・セーヴ                             | レスリー・カラーラ・ルドルフ                                                                                              | 2006年 -                  | -                                   | CGアニメ作品『アビーズ・フライング・フェアリー・スクール』に登場。アビーは主人公、ブルッグとゴニーガンとスナネズミのニブルはクラスメイト、レノースは学校の先生ペックとスポットはアビーたちが通っている学校の生徒。 |
| ブルッグ                                               | ピーター・デ・セーヴ                             | ジョーイ・マッツァリーノ                                                                                                  | 2009年 –                  | -                                   | CGアニメ作品『アビーズ・フライング・フェアリー・スクール』に登場。アビーは主人公、ブルッグとゴニーガンとスナネズミのニブルはクラスメイト、レノースは学校の先生ペックとスポットはアビーたちが通っている学校の生徒。 |
| ゴニーガン                                             | ピーター・デ・セーヴ                             | ジェレミー・レドリーフ | 2009年 –                  | -                                   | CGアニメ作品『アビーズ・フライング・フェアリー・スクール』に登場。アビーは主人公、ブルッグとゴニーガンとスナネズミのニブルはクラスメイト、レノースは学校の先生ペックとスポットはアビーたちが通っている学校の生徒。 |
| ニブル                                                 | ピーター・デ・セーヴ                             | タイラー・バンチ | 2009年 –                  | -                                   | CGアニメ作品『アビーズ・フライング・フェアリー・スクール』に登場。アビーは主人公、ブルッグとゴニーガンとスナネズミのニブルはクラスメイト、レノースは学校の先生ペックとスポットはアビーたちが通っている学校の生徒。 |
| スパーク・レノース                                     | ピーター・デ・セーヴ                             | ジェシカ・ストーン | 2009年 –                  | -                                   | CGアニメ作品『アビーズ・フライング・フェアリー・スクール』に登場。アビーは主人公、ブルッグとゴニーガンとスナネズミのニブルはクラスメイト、レノースは学校の先生ペックとスポットはアビーたちが通っている学校の生徒。 |
| ペック                                                 | ピーター・デ・セーヴ                             | タイラー・バンチ | 2009年                    | -                                   | CGアニメ作品『アビーズ・フライング・フェアリー・スクール』に登場。アビーは主人公、ブルッグとゴニーガンとスナネズミのニブルはクラスメイト、レノースは学校の先生ペックとスポットはアビーたちが通っている学校の生徒。 |
| スポット                                               | ピーター・デ・セーヴ                             | レスリー・カラーラ・ルドルフ                                                                                              | 2009年                    | -                                   | CGアニメ作品『アビーズ・フライング・フェアリー・スクール』に登場。アビーは主人公、ブルッグとゴニーガンとスナネズミのニブルはクラスメイト、レノースは学校の先生ペックとスポットはアビーたちが通っている学校の生徒。 |
| バート                                                 | ミッセーリ・スタジオ                             | エリックジェイコブソン | 2008年 -                  | 落合弘治（ディズニーチャンネル版）  | バートとアーニーによるクレイアニメ作品『バートとアーニーのだいぼうけん』に登場している。 |
| アーニー                                               | ミッセーリ・スタジオ                             | スティーブ・ホイットマイア                                                                                                | 2008年 -                  | 真殿光昭（ディズニーチャンネル版）  | バートとアーニーによるクレイアニメ作品『バートとアーニーのだいぼうけん』に登場している。 |
| エルモ                                                 | ミッセーリ・スタジオ                             | ケビン・クラッシュ | 2009年                    | 落合弘治（ディズニーチャンネル版）  | バートとアーニーによるクレイアニメ作品『バートとアーニーのだいぼうけん』に登場している。 |
| ベルベット                                             |                                                  | レスリー・カラーラ・ルドルフ                                                                                              | 2012年                    | -                                   | 『エルモ・ザ・ミュージカル』というコーナーに登場するCGアニメの緞帳。 |
| スマーティー                                           |                                                  | デボラ・グラウスマン | 2017年 -                  | 小桧山美樹                          | リブート版『エルモズワールド』に登場するスマートフォン。 |
| ハンプティ・ダンプティ                                 |                                                  | ? | ?                         | 落合弘治                            | Nursery Rhyme（シーズン48）の1つ |

- 他にもアニメコーナーに登場したキャラクターが登場しており、リピートが何度か繰り返されているために、日本でも吹き替え版が存在している（例えば、「花に水を上げる男（吹き替え声優：落合弘治（NHK教育版））が背の大きい男（吹き替え声優：玄田哲章（NHK教育版））にアルファベットでいじめられるコーナー」や、よそ見して壁にぶつかるクリストファー・クラムジー（吹き替え声優：玄田哲章（NHK教育版））、エサをお腹いっぱいに食べる鳥たち（吹き替え声優：滝沢ロコ、玉川砂記子（NHK教育版））、ピザ屋さんのシェフ（吹き替え声優：???（NHK教育版））とシェフにインタビューしている女子アナ（吹き替え声優：滝沢ロコ）と喋ることも歌うこともできるピザ（吹き替え声優：真殿光昭（NHK教育版））、フラッシュ・ギズモ（FLASH GIZMO、ナレーション：玄田哲章（NHK教育版））など）。